# Sztrokay Antal
Nemescsói Sztrokay Antal (Salfa, 1780. december 20. – Pest, 1850. július 9.) jogtudós, költő, a Magyar Tudományos Akadémia tagja. Sztrokay Elek katonatiszt, hadtudományi író apja.

## Élete
Sztrokay Pál birtokos és Horváth Magdolna fia. Középiskoláit Sopronban az evangélikus líceumban végezte. 1803-ban Festetics György grófhoz, a Georgikon alapítójához került írnoknak, akinek megbízásából lefordította Hochberg Georgikáit. Utána a pesti egyetemen jogot tanult, Révai Miklós tanítványai közé tartozott. 1804-ben ügyvédi oklevelet szerzett. Kőszegen kezdte, majd 1807-től Baján egy uradalom ügyészeként folytatta ügyvédi pályáját, végül 1810-ben Pestre költözött, ahol keresett táblai ügyvéd és elsőrangú jogtudós lett.
A Magyar Tudományos Akadémia Zsidó jog című munkája alapján 1832. március 9-én levelező, 1835-ben rendes tagjává választotta. Ő fejezte be a Perger János által szerkesztett Törvénytudományi műszótárt. Emlékének megörökítésére hátrahagyott vagyonából örököse, Molnár Jánosné szül. Sztrokay Lujza 1864-ben ezer arany alapítványt tett a Magyar Tudományos Akadémiánál a jog- és államtudományi témakörbe tartozó pályamunkák jutalmazására. Pesten halt meg 1850-ben. A Magyar Tudományos Akadémián 1850. július 27-én Toldy Ferenc tartott fölötte emlékbeszédet.
Szakcikkei (Az ügyészekről, A házassági törvényről, A hitbizományokról, A magyar állami szabadságról) az MTA kiadványaiban (Évkönyv, Értesítő) jelentek meg.

## Munkái
- Fényoszlop, melylyet ama magyar Ulyssz gróf Erdődi Pálffy Miklós generál major ő nagysága betses emlékezetére; minek utána ezen bajnok édes hazánkért a rómanói ütközetben jeles életét vitézűl végzette volna; emelt... October 28. 1800. Bécs. (Költemény).
- Cupressus perennis, qua tumulum Dni Pauli Pruzsinszky adumbravit nomine ejus obitum lugentis gymnasii a. c. add. Soproniensis die 22. Mai anni 1800. Sopronii. (Költemény).
- Eucharisticon ad Illustr. Dnum Davidem Chernel de Chernelháza incl. tabulae district. judiciariae transdanubianae praesidem, altefatae Suae Majestati haeredit. Austriae imperatori homagiali devotione applaudentem die 3. Sept. 1804. in l. regiaque civitate Ginsiensi. Sabariae. (Költemény)
- Öröm dal, mellyet a Felséges II-ik Ferencz római császárnak, austriai örökös tsászárságra tett lépését, ünneplette Németh Ujvári Batthyáni Lajos, Vas vármegyének fő ispánya sat. Szombathely mezővárosában Octóber hónap 3-dik és 4-dik napjain 1804. Uo.
- Öröm dal, mellyel a felséges II-dik Ferentz római tsászárnak sat. austriai örökös tsászárságra tett lépését, ünneplette Kőszeg városa September hónap 23-dik napján 1804. Uo.
- Méltgs. R. sz. b. Gróf Széki Teleki László úrnak, midőn 1812. esztendőben a tisztelt (Somogy) vármegye t. rendeivel első ülését tartaná. Pest. (Költemény).
- Marcus Annaeus Lucanus Pharsaliája, vagy is polgári háboruja. Ford. Pest, 1833. (Az I-V. könyv; a VI–VII. kéziratban; előbb a Koszorú 1831-1832., 1835., 1837., 1839. évfolyamaiban) Online